# ウィリアム・ブレイド
ウィリアム・ブレイド（William Brade, 1560年 - 1630年2月26日）は、ルネサンス後半からバロック初期にかけてドイツやデンマークで活動したイングランド出身の作曲家、ヴァイオリニスト、ヴィオラ・ダ・ガンバ奏者。

## 生涯
イングランド時代についてはほとんど知られておらず、1590年頃にドイツに渡った。1590年から1594年にかけてブランデンブルク辺境伯の宮廷で活動し、ついで1596年までコペンハーゲンのクリスチャン4世の宮廷で活動し、1599年にブランデンブルクに戻った。その年に再びコペンハーゲンに渡り、1606年まで滞在した。1606年から1608年までビュッケブルクのホルシュタイン＝シャウムブルク伯の宮廷で活動した。1608年にハンブルクに移動し、1610年から1613年にかけてビュッケブルクに戻ったものの、1615年までハンブルクに滞在した。その後、三たびコペンハーゲンに渡ったが、1618年にはハレのマクデブルク大司教の宮廷楽長に任命された。しかし翌年にはベルリンに移動し、1620年から1622年にかけて四たびコペンハーゲンに戻った。1622年からシュレースヴィヒ＝ホルシュタイン公国のゴットルプの宮廷で宮廷楽長を1625年まで務めた。晩年はハンブルクで三十年戦争の戦禍から避難した。

## 作品
現存する作品は全て弦楽器のためのものであり、大半は舞曲である。1609年にハンブルクで出版された作品集ではピーター・フィリップスやジョン・ダウランドのようなイングランドの様式に基づいている。その後イタリア様式を取り入れ、イングランド人として初めてカンツォーナを作曲した。また、ブランルやラヴォルタなど、当時のドイツで知られていなかった舞曲を紹介した。さらに舞曲を組曲としてまとめることを行った。これはバロック時代に一般的となる。
作風はポリフォニックな同時代のイングランドの作曲家に比べて、よりホモフォニックである。